# Barbara Ann
A Barbara Ann egy dal amit Fred Fassert írt, és a The Regents együttessel adta ki 1961-ben, és a tizenharmadik helyet érte el a Billboard Hot 100-as listáján.
A The Beach Boys is feldolgozta ezt a dal a Beach Boys' Party! című lemezükön, és ez lett a leghíresebb verzió is egyben. Dean Torrence, a Jan&Dean együttes tagja énekelte a szóló vokált, de kreditet nem kapott érte az albumon. A szám szintén megjelent a Beach Boys Live In London albumán is, ahol ráadásként éneklik a dalt koncertjükön.

## Beach Boys verzió
- Szerző: Fred Fassert
- Album: Beach Boys' Party!
- Idő: 3:23
- Producer: Brian Wilson

### Előadók
- Brian Wilson: Szóló vokál, basszusgitár
- Dean Torrence: Szóló vokál
- Al Jardine: háttérvokál, gitár
- Bruce Johnston: háttérvokál
- Mike Love: háttérvokál
- Carl Wilson: háttérvokál, gitár
- Dennis Wilson: háttérvokál

## Helyezések
| Helyezések (1966)      | legmagasabb pozíció |
| ---------------------- | ------------------- |
| U.S. Billboard Hot 100 | 2                   |
| U.S. Cash Box          | 1                   |
| U.S. Record World      | 1                   |
| UK New Musical Express | 4                   |
| Angol Kislemez Lista   | 3                   |
| Észak Afrika           | 2                   |
| Svájci Kislemez Lista  | 2                   |
| Német Kislemez Lista   | 1                   |
| Osztrák Kislemez Lista | 1                   |
| Norvég Kislemez Lista  | 1                   |